# Willamette (hop)
Willamette is een hopvariëteit, gebruikt voor het brouwen van bier.
Deze hopvariëteit is een “aromahop”, bij het bierbrouwen voornamelijk gebruikt vanwege zijn aromatische eigenschappen. Deze Amerikaanse soort werd op de markt gebracht in 1976 en werd de meest geteelde aromahop in de VS.

## Kenmerken
- Alfazuur: 3 – 6%
- Bètazuur: 3 – 4%
- Eigenschappen: esterig, aroma van zwarte bessen en kruiden